# Amanda Benson
Amanda Benson (* 9. März 1995 in Tucson, Arizona, Vereinigte Staaten) ist eine US-amerikanische Volleyballspielerin, die auf der Liberaposition spielt. Seit 2019 steht sie beim Neuchâtel Université Club Volleyball unter Vertrag.

## Karriere

### Verein
Benson begann mit dem Volleyballspielen 2006 beim Arizona Sky Volleyball Club und beendete ihre Jugendausbildung beim Spiral Volleyball Club. Anschließend nahm sie ein Psychologiestudium an der University of Oregon auf. Während ihrer Studienzeit spielte sie im dortigen Volleyballteam.
2017 wechselte sie für ihre erste Profisaison nach Frankreich zu Vandœuvre Nancy Volley-Ball. Mitte Juni 2018 gab der deutsche Pokalsieger Dresdner SC die Verpflichtung von Amanda Benson bekannt. Sie unterzeichnete in Dresden einen Einjahresvertrag. Mit den Dresdnern schied sie bereits im Playoff-Achtelfinale der Saison 2018/19 aus dem Kampf um die Deutsche Meisterschaft aus. Der Dresdner SC entschloss sich nach dem Ende der Saison, Benson kein neues Vertragsangebot zu unterbreiten. In der Folge wechselte sie zum Schweizer Meister Neuchâtel Université Club Volleyball, mit dem sie den dritten Platz in der Meisterschaftswertung der Saison 2019/20 erzielte. Ihr Einjahresvertrag wurde im April 2020 um ein weiteres Jahr verlängert.

### Nationalmannschaft
Benson spielte in der Juniorennationalmannschaft der Vereinigten Staaten, mit der sie die NORCECA Games 2012 gewann. Sie war Teil Kaders der Frauen-Volleyballnationalmannschaft der Vereinigten Staaten beim Pan-American Volleyball Cup 2017 sowie dem Volleyball World Grand Prix 2017.

## Auszeichnungen
- 2016: AVCA All-America Honorable Mention als Spielerin der University of Oregon